# 羽柴ルミ
羽柴 ルミ（はしば るみ、1975年6月26日 - ）は、日本のAV女優。
身長:165cm。スリーサイズ:B83・W58・H86。血液型:A型。
1995年2月にアリスJAPANの『お〜っ!!ぶるった 特大電動ブルブル初体験』でデビューしたショートカットが特徴のAV女優である。
2006年には、林由美香、栗田もも、結城あかりとともに『萌え〜！！美乳むすめ4時間!!』で出演作が復刻された。

## 出演作品
- お〜っ!!ぶるった 特大電動ブルブル初体験（1995年2月10日、アリスJAPAN）※デビュー作[3]
- 吸Pちゃん （P）はもちろんあなたのアレよ（1995年3月10日、アリスJAPAN）[3]
- 突きとすっぽんヘロヘロ腰（1995年4月7日、アリスJAPAN）[3]
- 羽柴ルミのヌメヌメ女学院（1995年8月、笠倉出版社）
- 聖獣の宴 汚された制服（1995年、マジェスティック）
- 新妻 犯悦の魔性（1995年、マジェスティック）
- 萌え〜!! 美乳むすめ4時間!!（2006年5月19日、アリスJAPAN）他出演:栗田もも、結城あかり、林由美香[3]

## 書籍
- Clash 1995年1月号
- SUGAR（サン出版）1995年2月号
- 漫画ピンクタイム（三和出版）1995年3月号
- 放課後クラブ 1995年6月号
- メンズパラダイス（メディアックス）1995年7月号
- メンズパラダイス・デラックス/VOL．10